# Ferroceladonite
La ferroceladonite è un minerale appartenente al gruppo delle miche.

## Etimologia
Il nome deriva dalla composizione chimica: è una celadonite (dal francese celadon = verde mare) ricca di ferro.